# 海馬士多管火箭飛彈連
海馬士多管火箭飛彈連是中華民國陸軍依據美台軍售協議引進的HIMARS高機動性多管火箭系統所編制之火箭砲兵部隊，屬於地面作戰火力現代化與「不對稱作戰」戰略的一環。該部隊主要執行中長程精準打擊任務，對應解放軍可能的兩棲登陸或戰略節點構成威脅。

## 背景
2020年10月，美國國務院批准對台軍售案，包含11套HIMARS系統及其彈藥。2021年中華民國國防部簽署合約，預計自2026年起交付，2027年全面成軍。

## 系統構成
台灣引進的HIMARS可發射以下彈種：
- M31 GMLRS（制導多管火箭）：射程約70–90公里，GPS導引。
- M57 ATACMS（戰術飛彈）：射程約300公里，用於深層打擊。
- PrSM（精準打擊導彈）：未來可擴充彈種，射程預估達500公里以上[3]。

## 部隊編制
每個火箭飛彈連包含：
- 多輛HIMARS發射車（3–6輛）
- 指揮與通資車輛
- 裝彈補給與維修車
- 協同偵蒐單位（可搭配無人機、雷達）

隸屬於中華民國陸軍砲兵指揮部，並可能編入聯合火力打擊網。

## 戰略任務
- 打擊共軍登陸艦隊與灘頭集結區
- 遠程摧毀敵軍指揮、通訊與補給設施
- 戰略封鎖與遲滯行動
- 結合偵蒐與無人機實施高精度攻擊

## 部署地點（推測）
官方未公開部署地點，惟根據戰略分析，可能配置於：
- 西部平原（台中、嘉義、高雄等地）
- 東部花東縱谷
- 外島（如金門、馬祖）部署機率低，風險過高

## 優勢與挑戰
優勢：
- 高機動性與空運能力
- 精準火力可穿透敵方縱深
- 與現有雷達、指管系統整合度高

挑戰：
- 數量有限，覆蓋面受限
- 高度依賴美國GPS與後勤補給
- 戰時生存性需更多配套措施

## 缺陷與爭議
雖然HIMARS系統被視為先進的中程火力平台，但其在台灣的實際部署與戰略應用仍引發各界爭議。軍事學者與媒體評論指出該系統面臨多項潛在挑戰與限制：

### 數量不足與覆蓋有限
台灣僅採購11套HIMARS系統，相較於解放軍大規模火箭砲單位，規模明顯不足。在戰時需同時支援中、北、南多個作戰區的情況下，無法有效提供持續火力覆蓋。此外，台灣地形限制部署點選擇，西部平原易被飽和轟炸、東部山區則機動困難。

### 彈藥量與補給困難
HIMARS發射車一次僅能搭載6枚GMLRS或1枚ATACMS，若面對密集目標或持久作戰，其彈藥供應將迅速耗盡。戰時彈藥運輸線易遭敵方打擊，裝彈過程耗時且需特種器材，加劇補給壓力。

### 技術依賴與維修受制美方
該系統核心模組（如火控系統、導航單元、Link-16通訊鏈）均受美國嚴格控管。即便台灣具備技術維修能力，關鍵軟體更新與彈藥供應仍依賴美方，若政治風險升高，將嚴重影響系統可用性。

### 指管整合挑戰
HIMARS需與本地偵蒐系統（雷達、無人機）與C2指揮網整合，但目前國軍尚未建立可與美製火力平台無縫接軌的火力協同網。若無法即時接收精確座標，將無法發揮精準打擊優勢。

### 存活率與反制風險
雖號稱「打完即走」，但台灣地狹人稠，HIMARS行蹤仍可能遭共軍衛星與無人機偵測並精準打擊。此外，共軍發展多種電子干擾與反輻射飛彈，對其GPS制導依賴構成潛在風險。

### 本土協同與火力鏈整合不足
目前國軍自主研發之雷霆2000、雲峰飛彈等火力平台與HIMARS系統並無共通標準。軍種間尚未形成完整的「聯合火力鏈」，恐導致重複打擊或協同失誤。

### 成本與政治風險
HIMARS單價高昂，彈藥價格亦極高（每枚ATACMS接近百萬美元）。部分評論認為過度依賴美製高價裝備可能排擠本土研發預算，且在中美對峙升溫下，軍售交付與技術支援存在變數。
綜上所述，雖然HIMARS提供了遠程精準火力，但其實際運用仍須仰賴周邊配套完善、資訊整合即時，並建立高效率的補給與維修體系，否則難以在高強度衝突中發揮理想戰力。

## 對比中國解放軍系統
雖HIMARS具備高精度與快速部署特性，但整體火力密度與規模在對比解放軍現代化多管火箭系統時，處於明顯劣勢。解放軍部署的PHL-03、AR3與火龍280等平台已形成區域火力網，並具備戰術飛彈模組與飽和打擊能力。
| 項目     | 台灣HIMARS系統                        | 解放軍火箭系統（PHL-03、AR-3、火龍280等） |
| -------- | ------------------------------------- | ----------------------------------------- |
| 射程範圍 | 70–300公里（部分彈型未來可達500公里） | 80–360公里以上，含模組化戰術飛彈          |
| 火力密度 | 單車6枚火箭或1枚飛彈                  | 每車12–24管，並可多車同時齊射             |
| 系統數量 | 僅11套，部署點受限                    | 擁有數百套系統，部署範圍廣                |
| 精準打擊 | GPS制導，CEP小於10公尺                | 具備慣導、北斗導航與新一代導引套件        |
| 機動性   | 可空運、機動性高                      | 雖重型但擁有專屬車隊與預備彈藥鏈          |
| 戰場整合 | 須結合本土通資平台，整合尚未完成      | 已納入解放軍C4ISR系統並與無人機協同       |

分析認為，台灣HIMARS適用於特定戰術目標（如登陸艦、補給站、指揮所）的精準打擊，但在高強度戰爭初期或敵軍飽和火力下，其存活率與火力回應能力有限。若無法建立完善之火力鏈整合與快速機動支援，其戰場角色仍須仰賴精確時機與掩蔽作戰條件。

## 未來發展
目前未公開是否追加採購更多系統。未來可能擴充火箭連數量，或與本土製導彈（如「雷霆二型」）搭配使用，以提升持久火力投射能力。

## 外部連結
- 美國防安全合作署HIMARS對台軍售公告 （页面存档备份，存于）
- 國防部新聞稿
- 國防安全研究院 （页面存档备份，存于）
- GlobalSecurity HIMARS資料 （页面存档备份，存于）